# الن چرچیل سمپل
الن چرچیل سمپل (۸ ژانویه ۱۸۶۳ – ۸ مه ۱۹۳۲) یک آمریکایی جغرافی‌دان بود و اولین زن رئیس انجمن جغرافی‌دانان آمریکایی شد. او سهم قابل توجهی در توسعه اولیه رشته جغرافیا در ایالات متحده داشت، به‌ویژه در مطالعات جغرافیای انسانی. سمپل بیشتر با فعالیت‌هایش در زمینه جغرافیای انسانی، محیط‌گرایی و مباحث مربوط به «جبر محیطی» شناخته می‌شود.

## اوایل زندگی
سمپل در لویی‌ویل، کنتاکیمتولد شد. او کوچک‌ترین فرزند از میان پنج فرزند الکساندر بونر سمپل و امیرین پرایس بود.

## تحصیل
تحصیلات ابتدایی الن چرچیل سمپل تحت راهنمایی مادرش، امیرین سمپل، و مربیان خصوصی انجام شد. او پس از خواهرش، پتی سمپل، به واسار رفت و در آنجا به‌عنوان بهترین دانش‌آموز فارغ‌التحصیل شد و همچنین جوان‌ترین عضو کلاس خود بود.
سمپل در سال ۱۸۸۲ در سن ۱۹ سالگی مدرک لیسانس تاریخ خود را از کالج واسر دریافت کرد و سپس در واسار به ادامه تحصیل پرداخت و مدرک کارشناسی ارشد خود را در تاریخ در سال ۱۸۹۱ دریافت کرد.
او هنگام بازدید از لندن به جغرافیا علاقه‌مند شد، جایی که با آثار فردریش راتزل آشنا شد. سمپل به آلمان رفت تا راتزل را پیدا کند و زیر نظر او در دانشگاه لایپزیگ تحصیل کند. با این حال، به عنوان یک زن، از ورود رسمی به دانشگاه منع شد، اما اجازه حضور در سخنرانی‌های راتزل را گرفت و تنها زن در کلاسی با ۵۰۰ دانشجوی مرد بود.
سمپل به همکاری با راتزل ادامه داد و چندین مقاله علمی در ژورنال‌های آمریکایی و اروپایی منتشر کرد، اما هرگز مدرکی دریافت نکرد.

## حرفه
سمپل نخستین زنی بود که به ریاست انجمن جغرافی‌دانان آمریکایی رسید. او یکی از پیشگامان جغرافیا در ایالات متحده بود و نقش مهمی در گسترش این رشته از تمرکز صرف بر ویژگی‌های فیزیکی زمین به بررسی جنبه‌های انسانی جغرافیا داشت.
رویکرد نوآورانه او و نظریه‌هایش، جغرافیای انسانی را به عنوان یکی از زیرشاخه‌های برجسته جغرافیا مطرح کرد و تأثیرات عمیقی بر علوم اجتماعی، از جمله تاریخ و انسان‌شناسی، گذاشت.
سمپل از سال ۱۹۰۶ تا ۱۹۲۰ در دانشگاه شیکاگو تدریس کرد، اما اولین موقعیت دائمی آکادمیک او در سال ۱۹۲۲ در دانشگاه کلارک به او پیشنهاد شد. او اولین عضو زن هیئت علمی بود و به مدت یک دهه به آموزش دانشجویان دوره تحصیلات تکمیلی در رشته جغرافیا پرداخت. با این حال، حقوق او همیشه به‌طور قابل توجهی کمتر از همکاران مردش بود.
او همچنین در سال‌های ۱۹۱۲ و ۱۹۲۲ در دانشگاه آکسفورد سخنرانی‌هایی ارائه داد.
اولین کتاب سمپل، تاریخ آمریکا و شرایط جغرافیایی آن (۱۹۰۳) و کتاب دوم او، تأثیرات محیط جغرافیایی (۱۹۱۱)، به‌عنوان کتاب‌های درسی پرکاربرد برای دانشجویان رشته جغرافیا و تاریخ در ایالات متحده در اوایل قرن بیستم مورد استفاده قرار گرفتند.
سمپل یکی از اعضای بنیان‌گذار انجمن جغرافی‌دانان آمریکایی (AAG) بود. او در سال ۱۹۲۱ به عنوان اولین زن رئیس AAG انتخاب شد و تا امروز تنها یکی از شش زنی است که این مقام را پس از تأسیس این سازمان در سال ۱۹۰۴ به دست آورده‌اند.

## مشارکت‌های نظری

### جبر محیطی و جغرافیای انسانی
سمپل یکی از چهره‌های کلیدی نظریه جبر محیطی بود و در کنار السورث هانتینگتون و گریفیت تیلور به توسعه این نظریه پرداخت. تحت تأثیر آثار چارلز داروین و با الهام از استادش فریدریش راتزل، سمپل نظریه‌پردازی کرد که فعالیت‌های انسانی به‌طور عمده توسط محیط فیزیکی تعیین می‌شود.
اگرچه نظریه جبر محیطی امروزه به شدت مورد انتقاد قرار گرفته و محبوبیت خود را در تئوری‌های اجتماعی از دست داده است، اما در اواخر قرن نوزدهم و اوایل قرن بیستم در میان دانشگاهیان به‌طور گسترده پذیرفته شده بود.
با این حال، تأثیرات سمپل همچنان در آثار بسیاری از جغرافی‌دانان مدرن از جمله جرد دایموند مشاهده می‌شود.
در مجموعه‌ای از کتاب‌ها و مقاله‌ها، سمپل برخی از جنبه‌های آثار جغرافی‌دان آلمانی فریدریش راتزل را به جامعه انگلیسی‌زبان منتقل کرد. روایت‌های استاندارد رشته جغرافیا اغلب سمپل را به علاقه‌ای غالب به جبر محیطی منتسب می‌کنند؛ نظریه‌ای که بر اساس آن محیط فیزیکی، به‌جای شرایط اجتماعی، فرهنگ را تعیین می‌کند.
با این حال، آثار بعدی سمپل تأکید بیشتری بر تأثیرات محیطی داشتند تا تأثیرات جبری محیط بر فرهنگ، و این تغییرات بازتابی از نارضایتی‌های گسترده‌تر دانشگاهی از نظریه جبر محیطی پس از جنگ جهانی اول بود.
در اثر سمپل تأثیرات محیط جغرافیایی بر اساس نظام جغرافیای انسانی راتزل (۱۹۱۱)، او به توصیف مردم و مناظر مرتبط با آن‌ها می‌پردازد و جهان را به انواع کلیدی محیطی تقسیم می‌کند.
سمپل چهار روش اصلی را برای تأثیرگذاری محیط فیزیکی مشخص می‌کند:
1. تأثیرات مستقیم فیزیکی (اقلیم، ارتفاع)،
2. تأثیرات روانی (فرهنگ، هنر، مذهب)،
3. توسعه اقتصادی و اجتماعی (منابع و معیشت)،
4. حرکت افراد (موانع طبیعی و مسیرها، مانند کوه‌ها و رودخانه‌ها).